# Джеффрі Айван Гордон
Джеффрі Айван Гордон (англ. Jeffrey Ivan Gordon; нар. 1947) — американський мікробіолог, фахівець з мікробіому людини і особливо її кишки.

## Біографія
Закінчив Оберлінський коледж (1969) з освітнім ступенем бакалавра біології з відзнакою. У 1973 році здобув ступінь доктора медицини з відзнакою — в університеті Чикаго.
Майже вся його діяльність пов'язана з Університетом Вашингтона в Сент-Луїсі (асистент-професор з 1981, асоційований професор з 1985, професор з 1987, іменний заслужений Університетський професор Dr. Robert J. Glaser Distinguished University Professor з 2002), де він завідував кафедрою молекулярної біології та фармакології (1991—2004) та був (з 2004) директором-засновником міжкафедрального Центру наук про геном та системну біологію. Підготував 127 MD- та PhD-студентів та постдоків.
Автор понад 440 публікацій.
Одружений, двоє дітей.

## Нагороди та визнання
- 1973: доктор медичних наук з відзнакою; Alpha Omega Alpha[en]; Upjohn Achievement Award;
- 1988: член Асоціації американських лікарів[en];
- 1990: нагорода Американської федерації клінічних досліджень для молодих дослідників;
- 1990: премія молодого вченого NIDDK;
- 1992: премія Американської гастроентерологічної асоціації(AGA) за видатні досягнення;
- 1992: член Американської асоціації сприяння розвитку науки;
- 1991—1994: нагороди за відмінну службу, Університет Вашингтона, Медичний факультет;
- 1994: почесна премія Меріон Меррелл Доу з фізіології шлунково-кишкового тракту;
- 1998: запрошений професор з фундаментальних медичних наук;
- 2001: член Американської академії мікробіології;
- 2001: член Національної академії наук США;
- 2003: премія Янссена за вивчення травлення;
- 2003: премія старшого вченого з глобальних інфекційних захворювань, Медичний фонд Еллісона;
- 2004: член Американської академії мистецтв і наук;
- 2005: ASM лектор, Американське товариство мікробіології;
- 2008: член Національної медичної академії[en]
- 2010: премія видатного вченого Національного інституту діабету та захворювань органів травлення та нирок;
- 2011: міжнародна премія Danone з харчування;
- 2011: почесний доктор Гетеборзького університету;
- 2012: премія Асоціації американських медичних коледжів (AAMC) за видатні дослідження біомедичних наук;
- 2013: премія Селмана А. Ваксмана з мікробіології[en];
- 2013: премія Роберта Коха[de];
- 2014: премія Пассано;
- 2014: член Американського філософського товариства;
- 2014: премія Діксона[en] з медицини;
- 2014: премія Говарда Тейлора Рікеттса[de];
- 2014: медаль Роудса за видатні досягнення в медицині, Американське філософське товариство та Пенсільванський університет;
- 2014: почесний доктор Чиказького університету;
- 2015: Thomson Reuters Citation Laureate (фізіологія/медицина);
- 2015: міжнародна премія короля Фейсала[1];
- 2015: премія Кейо[en];
- 2016: премія Стівена К. Бірінга, Університет Індіани[2];
- 2016: президентська премія «Новатор», Товариство глікобіології;
- 2017: премія Якобей 2017, Novo Nordisk Foundation[en];
- 2017: премія Мессрі[en];
- 2017: премія Луїзи Ґросс Горвіц[3];
- 2017: Санофі — Міжнародна премія Інституту Пастера[4];
- 2018: медаль Коплі[3];
- 2018: BBVA Foundation Frontiers of Knowledge Awards;
- 2021: медаль Джорджа Кобера[en], Асоціація американських лікарів;
- 2021: премія Бальцана[5];